# Anita Lackenberger
Anita Lackenberger (* 1961 in St. Pölten) ist österreichische Historikerin und Filmemacherin.

## Leben
Anita Lackenberger wuchs als Tochter einer alleinerziehenden Mutter auf und studierte nach der Matura Geschichte an der Universität Wien. In den 1990er-Jahren schrieb sie Bücher sowohl über Wandern, Kochen, Backen, als auch mit historischem Kontext (beispielsweise über Elisabeth Plainacher, welche in Wien als Hexe gefoltert wurde). In den später folgenden Dokumentarfilmen legt die bekennende Feministin den Fokus oft auf die Rolle der Frauen. 2014 veröffentlichte sie mit Vals ihren ersten Kinofilm, dem 2018 mit Ein wilder Sommer – Die Wachausaga ihr zweiter Spielfilm folgte. In beiden Fällen zeigte sie sich sowohl für das Drehbuch, als auch die Regie verantwortlich. Ihr langjähriger Lebenspartner Gerhard Mader übernimmt bei den Filmproduktionen Kamera, Schnitt und Produktion, welche durch sein Produktionsunternehmen Produktion West umgesetzt wird. Anita Lackenberger lebt in Tirol und in Niederösterreich und ist Mutter einer Tochter und eines Sohnes.
Mitte 2021 hatte ihr Dokudrama Das Land, der Bischof und das Böse über den St. Pöltner Bischof Michael Memelauer mit Johannes Seilern in der Hauptrolle im Hollywood Megaplex in St. Pölten Premiere. Im selben Jahr folgte der Dokuzweiteiler Die Fugger im Silberreich.
Im Februar 2025 wurde Anita Lackenberger für ihre Leistungen das Goldene Ehrenzeichen für Verdienste um das Land Niederösterreich verliehen.

## Publikationen
- Wir backen Lebkuchen! mit über 80 Rezepten, Stocker Verlag, Graz 1996, ISBN 3-7020-0756-3.
- Weinviertel, Nördl. Burgenland: Wandern mit Kindern, Stocker Verlag, Graz 1997, ISBN 3-7020-0779-2.
- mit Thomas A. Aichmair: Geschichten und Rezepte aus dem kaiserlichen Wien – Tales and recipes from the emperial Vienna. Übers.: Monika Rosenthaler, Kochbuch deutsch und englisch, Modul Advertising, Wien 1997, ISBN 3-901827-00-5.
- Ein teuflisch Werk: die Torturen der Hexe von Wien: Folterprotokoll 1583, Freya Verlag, Unterweitersdorf 1998, ISBN 3-901279-68-7.

## Filme
- 2002 Zwischen den Göttern, über die Pilgerreise von 150.000 indischen Hindus auf den Himalaya, Idee, Kamera: Vijay Kutty, 52 min., Digital Betacam.[9]
- 2004 ff. Magische Feste. TV-Reihe zu magischen Festen in Österreich.[10]
- 2005 50 Jahre Staatsvertrag – aus Sicht der Frauen.[11]
- 2006 Die Option: Heimat verloren – Heimat gewonnen? Spurensuche zur Südtiroler Option 1939, Produktion West, Radiotelevisione Italiana Sender Bozen, RAI und ORF, 6. Oktober 2006; RAI und ORF 2006.[12]
- 2008 Hildegard Burjan: Auf den Spuren der Gründerin der Caritas Socialis, Produktion West und ORF 2008.[13]
- 2009 Tiroler Freiheit, Andreas Hofer und die Sicht der Frauen, mit Schauspielerin Sarah Jung, Produktion West.'[14]
- 2009 Der Fall Trautmannsdorff. Zur Widerstandskämpferin Helene Trautmannsdorff.[15]
- 2010 Verlorene Leben – Österreicherinnen im sowjetischen Gulag.[16]
- 2011 Herrinnen der Wüste.[17]
- 2012 Kreuz & Quer: „Shaker – Religion ohne Sexualität“.[18]
- 2014 Vals – Der Film.[19]
- 2015 Lebkuchenreise.[20]
- 2015 Kreuz & Quer: „Kateri – Die Indianerheilige“.[21]
- 2016 Universum History: „Gmünd – Leben an der Grenze“.[22]
- 2016 Kreuz & Quer: „Maria Stromberger – Kann man nach Auschwitz noch glauben?“.[23]
- 2016 Lebkuchengeheimnisse.[24]
- 2017 Kreuz & Quer: „Mode, Models und Muslima – Die Islamische Revolution der Frauen“.[25]
- 2017 Rendezvous Marchfeld.[26]
- 2018 Wie gesund ist unser Brot.[27]
- 2018 Österreichs Schicksal in Frauenhänden.[28]
- 2018 „kreuz und quer“: „Ich glaube, also geh ich – Protestantenvertreibung in Österreich“.[29]
- 2018 Ein wilder Sommer – Die Wachau-Saga.[30]
- 2019 Der Gugelhupf – König der Kuchen.
- 2021 Michael Memelauer – Das Land, der Bischof und das Böse.[31]
- 2021 Die Fugger im Silberreich.[32]
- 2022 Pinzen, Fladen, süße Zöpfe – Osterzauber in Europa.[33]
- 2022 Buchteln, Ziegeln, Polka – Das böhmische Wien.[34]
- 2023 Herr Morgenstern und seine Synagoge[35]
- 2024 Elfi